# Presque (mathématiques)
Pour les articles homonymes, voir Presque.
En théorie des ensembles, presque tout élément d'un ensemble infini non dénombrable (comme l'ensemble des nombres réels), peut signifier pour tout élément en dehors d'un sous-ensemble dénombrable,.
La signification peut être autre, par exemple en théorie de la mesure, où on utilise  « presque partout » pour « partout sauf en un ensemble négligeable ».

## Voir également
- Presque tous
- Presque sûrement
- Approximation
- Liste du jargon mathématique (en)